# تانسور متریک

تانسور متریک،نوعی سطح

در هندسه دیفرانسیل، تانسور متریک تابعی است که بر روی یک خمینه (مانند سطحی در فضا) تعریف می‌شود که یک جفت بردار تانژانت v و w را به عنوان ورودی گرفته و یک عدد حقیقی (نرده ای) (g(v,w تولید می‌کند، به گونه‌ای که بسیاری از ویژگی‌های آشنای ضرب داخلی بردارها در فضای اقلیدسی را تعمیم می‌دهد. شبیه به ضرب داخلی، تانسورهای متریک برای تعریف طول بردارهای تانژانت و زاویه بین آن‌ها استفاده می‌شود.
یک تانسور متریک را مثبت معین می خوانند، هرگاه هر بردار نسبت به متریک طول مثبت داشته باشد. خمینه‌ای که به یک تانسور متریک مثبت معین مجهز باشد به عنوان خمینه ریمانی شناخته می‌شود. تانسور متریک اجازه می‌دهد که با استفاده از انتگرال گیری طول انحناهای روی خمینه تعریف و محاسبه شود. کوتاهترین منحنی متصل‌کننده دو نقطه ژئودزیک نامیده می‌شود و طول آن فاصله‌ای است که یک مسافر روی خمینه باید برای رفتن از یک نقطه به نقطه دیگر طی کند. با مجهز شدن به این مفهوم طول، خمینه ریمانی یک فضای متریک خواهد بود، به این معنی که این خمینه یک تابع فاصله (d(p,q دارد که مقدار آن برای یک جفت نقطه p و q برابر با فاصله p تا q می‌باشد. به‌طور قرینه، خود تانسور متریک مشتق تابع فاصله است. بنابراین تانسور متریک فاصله بی نهایت کوچک روی خمینه را مشخص می‌کند.
در حالیکه برخی ریاضیدانان اوایل قرن نوزدهم، مانند گاوس، به گونه‌ای از مفهوم یک تانسور متریک آگاه بودند، تا اوایل قرن بیستم طول کشید تا ویژگی‌هایش به عنوان یک تانسور توسط گرگریو ریتچی کورباسترو و تولیو لوی چیویتا فهمیده شود. این دو برای نخستین بار مفهوم تانسور را کدبندی نمودند. تانسور متریک نمونه‌ای از یک میدان تانسوری است، به این معنی که نسبت به یک دستگاه مختصات محلی روی خمینه، یک تانسور متریک شکل ماتریس متقارنی را می‌گیرد که آرایه‌هایش بر اثر تغییر در دستگاه مختصات به شکل هموردایی تبدیل می گردند. از این رو تانسور متریک یک تانسور متقارن هموردا می‌باشد. از دیدگاه مستقل از مختصات، یک تانسور متریک بنا بر تعریف یک شکل دوخطی متقارن غیرتبهگن در هر فضای تانژانت است که به طرز همواری از نقطه‌ای به نقطه دیگر تغییر می‌کند.